# Simca Aronde
Simca Aronde är en personbil, tillverkad av den franska biltillverkaren Simca mellan 1951 och 1964.

## Aronde
Simca hade byggt Fiat-bilar på licens sedan 1934, när man presenterade sin första egna konstruktion 1951. Aronde var en mycket modern bil, med självbärande kaross och individuell framhjulsupphängning. Toppventilsmotorn var den enda delen som hämtades från företrädarna. Aronde kallades även 9CV efter den franska skatteklassen.
Från 1953 fick bilen en större motor. Programmet utökades med en kombi- och en coupé-modell. Coupe-modellerna var i hard-toputförande, dvs B-stolpen åkte med ner när man vevade ner sidofönstren, de första av dessa varianter kallades Grand Large och på slutet bytte de namn till Monaco. De hade då samma motor som Montlhery dvs 62 hk och sista året 70 hk. Kombin utgjorde även bas för en lätt lastbil och en pickup.
För den svenska marknaden byggdes Aronde-modellen av ANA i Nyköping.

## Facel

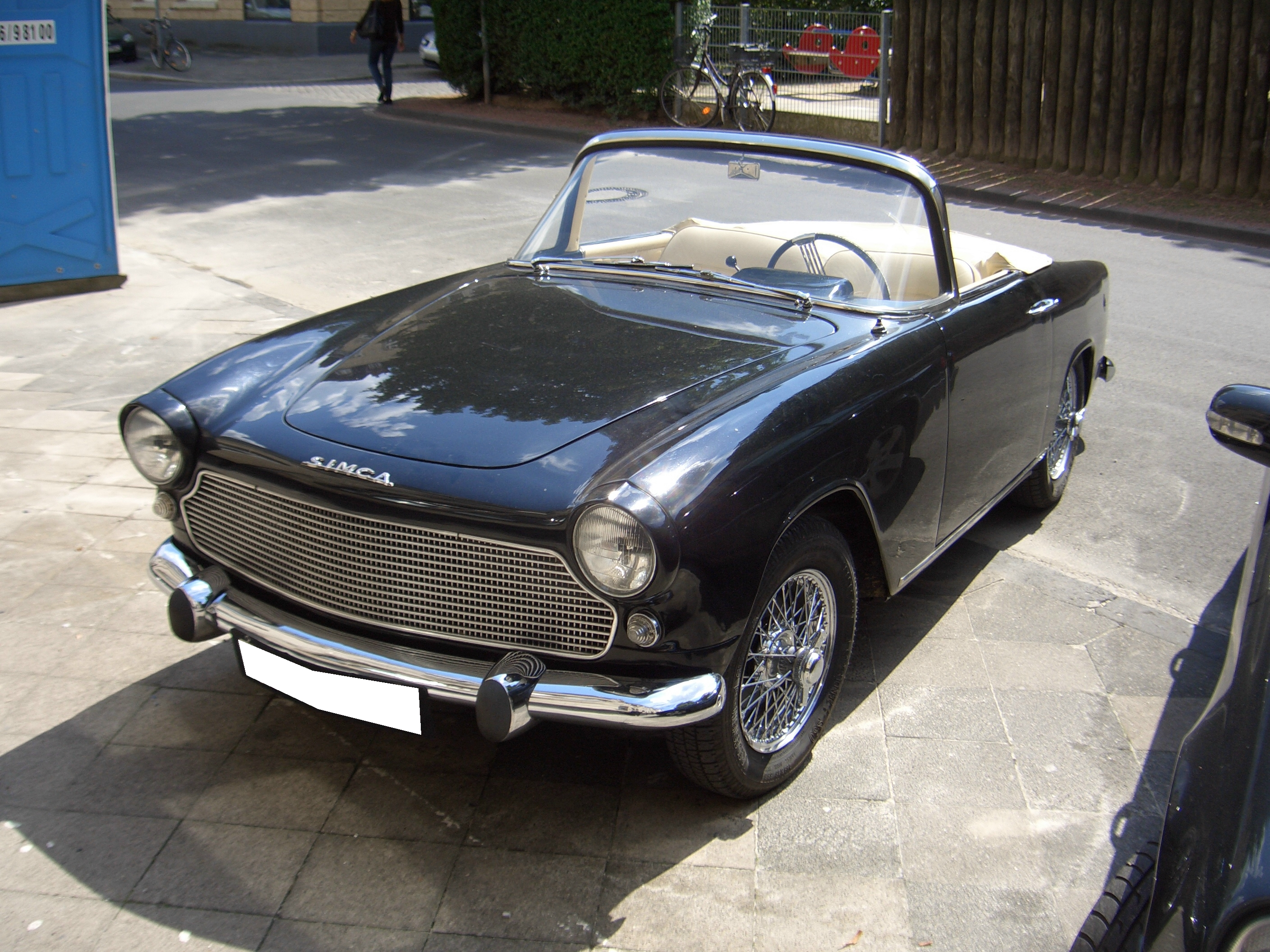
Simca Aronde Océane

Den franska karossmakaren Facel hade byggt snygga sportkarosser till företrädaren Simca 8 och fortsatte med detta även med Aronde. Den täckta modellen kallades Coupé de Ville och den öppna Week End. Till 1957 ersattes dessa av den täckta Plein Ciel och den öppna Océane.

## P60
Hösten 1958 presenterades den vidareutvecklade Aronde P60. Bilen hade fått en moderniserad kaross och modifierad bakhjulsupphängning för bättre vägegenskaper. Bilen tillverkades som en billig instegsmodell fram till 1964.

## Motor
Motorn i Aronde hämtades från företrädaren Simca 8. 
Motorn kallades Flash och baserades på den gamla Fiat-motorn. Till årsmodell 1961 modifierades den kraftigt och fick femlagrad vevaxel och det var mycket ovanligt på den tiden.
Namnet på motorn ändrades då till Rush och Rush Super för den starkare varianten.
Facels sportversioner hade en starkare variant, som även användes i lyxigare specialversioner av sedanen.
| Modell        | Motor              | Cylindervolym | Effekt      | Bränslesystem   |
| ------------- | ------------------ | ------------- | ----------- | --------------- |
| 9CV           | 4-cyl radmotor ohv | 1221 cm³      | 42 hk       | Enkel förgasare |
| Etoile/Elysee | 4-cyl radmotor ohv | 1290 cm³      | 48/52 hk    | Enkel förgasare |
| Special       | 4-cyl radmotor ohv | 1290 cm³      | 57/62/70 hk | Enkel förgasare |